# Prix Paul-Émile-Borduas
Pour un article plus général, voir Prix du Québec.
Le prix Paul-Émile-Borduas est l’un des Prix du Québec décernés annuellement par le gouvernement du Québec. Il couronne l'ensemble de la carrière et de l'œuvre d’un artisan ou d’un artiste dans les domaines des arts visuels et des métiers d'art. Il est nommé en l'honneur du peintre Paul-Émile Borduas.

## Description du prix
Les disciplines reconnues aux fins de ce prix dans le domaine des arts visuels sont la peinture, la sculpture, l'estampe, le dessin, l'illustration, la photographie, les arts textiles, l'installation, la performance, la vidéo d'art et les arts multidisciplinaires.
Les disciplines reconnues dans le domaine des métiers d'art sont celles qui se rapportent à la transformation du bois, du cuir, des textiles, des métaux, des silicates ou de toute autre matière. 
Les critères d’éligibilité au prix sont :
- le candidat doit être citoyen canadien et vivre ou avoir vécu au Québec ;
- une personne ne peut recevoir deux fois le même prix, mais elle peut en recevoir plus d'un la même année ;
- un prix ne peut être attribué à plusieurs personnes à moins que ces personnes participent à des réalisations conjointes ;
- un prix ne peut être attribué à titre posthume.

Le prix :
- une bourse non imposable de 30 000 $ ;
- une médaille en argent réalisée par un artiste québécois, comme Danielle Thibeault (1983 et 1985) ;
- un parchemin calligraphié et un bouton de revers portant le symbole des Prix du Québec, une pièce de joaillerie exclusive aux lauréates et aux lauréats ;
- un hommage public aux lauréats et aux lauréates par le gouvernement du Québec au cours d'une cérémonie officielle.

## Origine du nom
Le prix doit son nom à Paul-Émile Borduas (1905 - 1960) qui est l’un des rédacteurs du manifeste du Refus global dont la publication en 1948 a eu des répercussions importantes dans tous les domaines de l’activité intellectuelle et artistique du Québec de l’époque. Il est l’une des figures marquantes de la peinture canadienne du XXe siècle.

## Liste des lauréats
- 1977 - Léon Bellefleur
- 1978 - Ulysse Comtois
- 1979 - Julien Hébert
- 1980 - Guido Molinari
- 1981 - Jean Paul Riopelle
- 1982 - Roland Giguère
- 1983 - Marcelle Ferron
- 1984 - Alfred Pellan
- 1985 - Charles Daudelin
- 1986 - Betty Goodwin
- 1987 - Françoise Sullivan
- 1988 - Fernand Leduc
- 1989 - Claude Tousignant
- 1990 - Michel Goulet
- 1991 - Michel Dallaire
- 1992 - Dan Hanganu
- 1993 - Armand Vaillancourt
- 1994 - Henry Saxe
- 1995 - Charles Gagnon
- 1996 - Melvin Charney
- 1997 - Irene F. Whittome
- 1998 - Jean McEwen
- 1999 - René Derouin
- 2000 - Jacques Hurtubise
- 2001 - Roland Poulin
- 2002 - Jocelyne Alloucherie
- 2003 - Raymonde April
- 2004 - Maurice Savoie
- 2005 - Micheline Beauchemin
- 2006 - Angela Grauerholz
- 2007 - Rober Racine
- 2008 - Denis Juneau
- 2009 - Gabor Szilasi
- 2010 - Bill Vazan
- 2011 - Gilles Mihalcean
- 2012 - John Heward
- 2013 - Marcel Barbeau
- 2014 - Dominique Blain
- 2015 - COZIC (collectif d'artistes)
- 2016 - Rita Letendre
- 2017 - Jana Sterbak
- 2018 - Geneviève Cadieux
- 2019 - Luc Courchesne
- 2020 - Pierre Bourgault
- 2021 - André Fournelle
- 2022 - Barbara Steinman
- 2023 - Evergon
- 2024 - François Morelli (artiste)